# Rue d'Antin
La rue d'Antin est une rue du 2e arrondissement de Paris.

## Situation et accès
Longue de 213 mètres, elle commence 5, rue Danielle-Casanova et finit 12, rue de Port-Mahon.

## Origine du nom

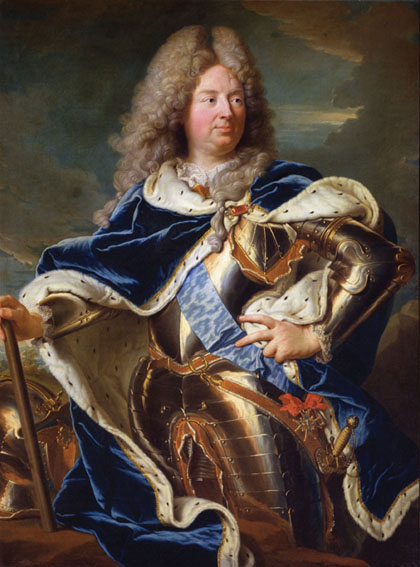
Louis-Antoine de Pardaillan de Gondrin, duc d'Antin.

Elle doit son nom à Louis-Antoine de Pardaillan de Gondrin duc d'Antin, directeur général des bâtiments, parcs et jardins de la Couronne.

## Historique
La rue d'Antin fut construite en deux parties. La première, conduisant de la rue Neuve des Petits-Champs (rebaptisée « rue Danielle-Casanova ») à la rue Neuve Saint-Augustin (rebaptisée « rue Daunou »), fut ouverte en 1713. La seconde, allant de la rue Neuve-Saint-Augustin à la rue de Port-Mahon fut ouverte en 1840 sur un terrain appartenant à l'ancien hôtel du duc de Richelieu.
Un des premiers souvenirs qui s’attachent à l’actuel terrain situé entre la rue d’Antin et la rue Louis-le-Grand est celui d’un duel que se livrèrent le duc de Beaufort et son beau-frère le duc de Nemours en 1652, au cours duquel ce dernier perdit la vie.
En 1717, le duc d’Antin, soucieux d’avoir un accès convenable à sa demeure, fit tracer sur ces terres maraîchères la rue qui a gardé son nom. C’est de cette époque que datent les hôtels particuliers qui s’élèvent le long de la nouvelle rue d’Antin.

## Bâtiments remarquables et lieux de mémoire

### Hôtel de Mondragon
- No 3 : hôtel de Mondragon. Cet immeuble est construit, entre 1720 et 1722, par l’architecte Jean-Baptiste Leroux pour Etienne Bourgeois de Boynes, parlementaire et trésorier de la Banque royale créée en 1716 par Law. Son fils Pierre Etienne Bourgeois de Boynes, président du Parlement de Franche-Comté, puis ministre de la Marine, y demeura longuement avant de le vendre à Louis Duval de l’Epinoy, conseiller secrétaire du roi Louis XV, qui le légua au marquis de Mondragon.

Saisi comme bien national à la Révolution en 1795, l’hôtel de Mondragon fut reconverti en mairie du 2e arrondissement de Paris jusqu'en 1833, et devint alors le cadre d’un mariage prestigieux : celui de Napoléon Bonaparte avec Joséphine de Beauharnais, célébré le 9 mars 1796. De nombreux ouvrages rapportent cet événement qui vit Joséphine, rajeunie sur l’état-civil de quelques années pour la circonstance, attendre deux heures son futur époux.
Racheté en 1869 par la Banque de Paris, l’hôtel devint le siège de la Banque de Paris et des Pays-Bas en 1872, puis le siège opérationnel de BNP Paribas en 2000.
Les banquiers qui ont successivement occupé ses salons remarquables — deux d’entre eux sont classés — ont parfaitement respecté la décoration d’origine attribuée à Sébastien II Le Clerc et Nicolas Pineau. La banque s’est profondément impliquée dans les entreprises de restauration et d’authentification de ces peintures, trumeaux et encadrements de portes.
C’est à la fin des années 1950 que Jean Reyre, directeur-général puis président de la banque de 1948 à 1969, eut l’idée de réaliser une orangerie à l’emplacement de l’ancienne cour de l’hôtel de Mondragon, occupée par les lourds guichets d’acajou et de verre du service des coupons, conçus à la fin du Second Empire. Sorte de hall central au cœur de la banque, où se nouent les relations du monde des affaires, l’Orangerie donne accès aux bureaux de la direction générale et aux salons de réception, ordonnés le long d’une grande galerie au premier étage. Les visiteurs peuvent désormais admirer le décor lumineux imaginé par le décorateur Jansen.
Au centre de l’Orangerie se trouve la réplique réduite d’une statue équestre de Louis XIV réalisée par Girardon pour la nouvelle place Vendôme inaugurée en 1699. Elle rappelle que la statue fut fondue dans l’atelier de Jean-Baptiste Keller, installé sur cet emplacement. Au-dessus de l’Orangerie, se trouve la salle des marchés du siège, où s’effectuent des transactions à l’échelle mondiale sur les taux d’intérêt et les changes.
Dans ce cadre que la direction générale n’a jamais quitté depuis 1869 — ce qui lui vaut le nom de « banque de la rue d’Antin »  —, BNP Paribas prend chaque jour part à l’histoire économique mondiale.
- No 6 : anciennement restaurant Griffon, ouvert en 1912.

### La Dame aux camélias
- No 9 : l'appartement de Marguerite Gauthier, héroïne de La Dame aux camélias, roman d'Alexandre Dumas fils, se trouverait au 9, rue d'Antin.

## Pour approfondir